# Kébémer
Kébémer ist eine Stadt im Nordwesten des Senegal. Sie ist Präfektur des Départements Kébémer in der Region Louga.

## Geographische Lage
Kébémer liegt im Südwesten der Region Louga, 154 Kilometer nordöstlich von Dakar und 72 Kilometer südlich von Saint-Louis im Bereich der regenarmen Sahelzone. Die Grande-Côte und das Küstendünengebiet von Lompoul-sur-Mer sind 30 Kilometer entfernt. Bis zur Regionalpräfektur Louga sind es 35 Kilometer. Die Stadtgrenzen bilden ein Quadrat von 2 Kilometer Seitenlänge, das ergibt ein Stadtgebiet von 4 km².

## Bevölkerung
Die letzten Volkszählungen ergaben für die Stadt jeweils folgende Einwohnerzahlen:
| Jahr | Einwohner |
| ---- | --------- |
| 1988 | 8.120     |
| 2002 | 14.438    |
| 2013 | 19.902    |

## Verkehr
Kébémer liegt an der Nationalstraße N 2. Sie verbindet in einem großen Bogen, zunächst in einigem Abstand der Grande Côte und dann dem linken Senegalufer folgend, die Metropole Dakar und die Städte Rufisque, Thiès, Tivaouane im Südwesten mit Louga, Saint-Louis, Richard Toll, Dagana, Ourossogui im Nordosten und Osten und zuletzt mit Kidira an der malischen Grenze.
Parallel zur N2 verläuft die 1885 eröffnete und inzwischen stillgelegte Eisenbahnstrecke Dakar–Saint-Louis durch die Stadt.

## Persönlichkeiten der Stadt
- Abdoulaye Wade (* 1926), Präsident Senegals 2000 bis 2012